# Малий Березний (зупинний пункт)
Мали́й Бере́зний — пасажирський залізничний зупинний пункт Ужгородської дирекції Львівської залізниці.
Розташований у селі Малий Березний, Великоберезнянський район Закарпатської області на лінії Самбір — Чоп між станціями Великий Березний (5 км) та Дубриничі (7 км).
Станом на травень 2019 року щодня чотири пари електропотягів прямують за напрямком Сянки — Мукачево.